# عملیات داموکلس

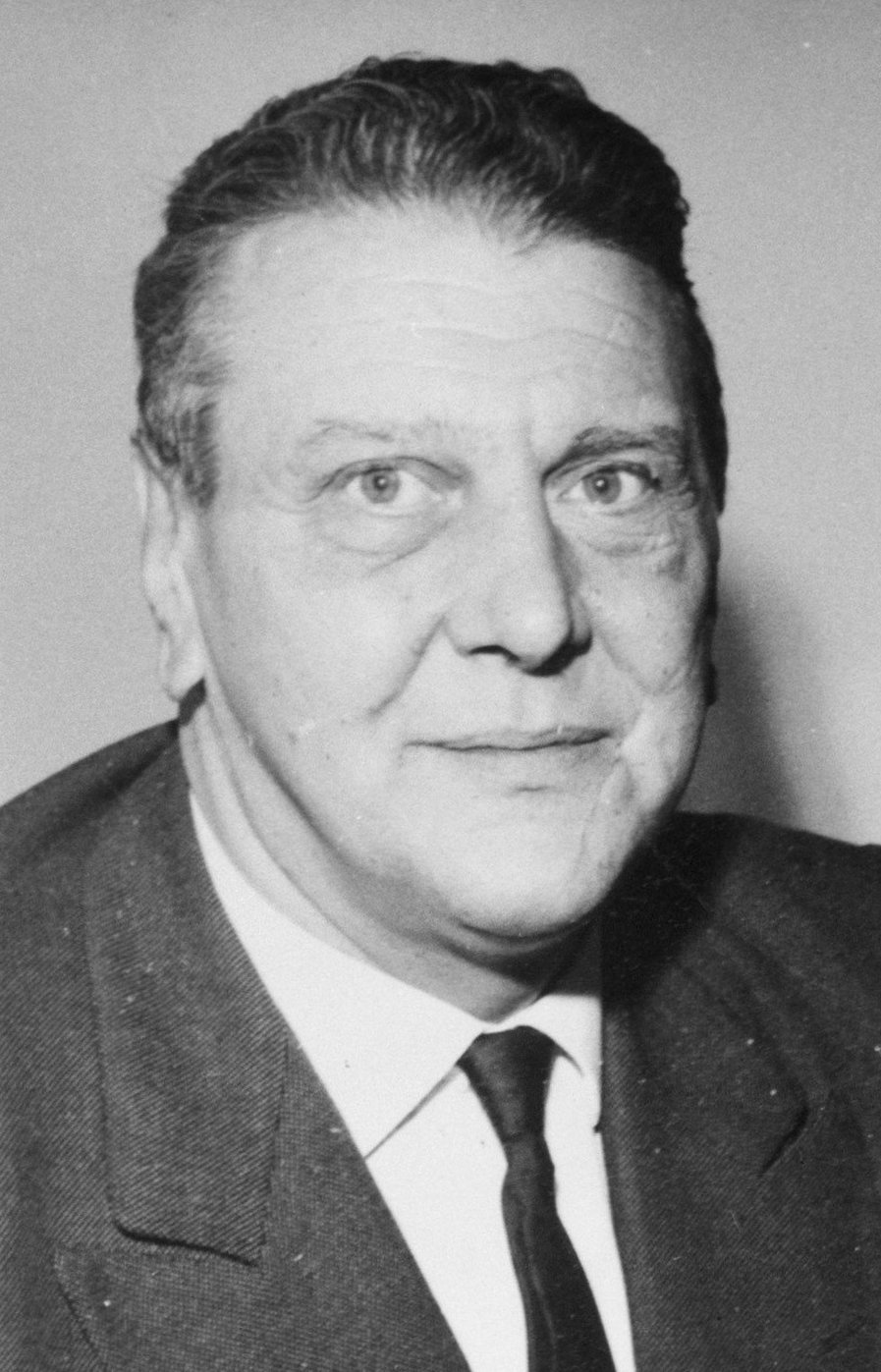
اتو اسکورتسنی، یک نازی سابق در سال ۱۹۶۳ که برای عملیات داموکلس استخدام شد.

عملیات داموکلس (به انگلیسی: Operation Damocles) عملیاتی سری-اطلاعاتی توسط موساد اسرائیل بود که دانشمندان و تکنسین‌های آلمان نازی را در اوت ۱۹۶۲ هدف قرار داد که سابقاً در برنامه موشکی رایش آلمان حاضر بودند و در آن زمان مشغول توسعه موشک برای مصر در یک پایگاه نظامی به نام کارخانه ۳۳۳ بودند. به گفته اتو یوکلیک دانشمند اتریشی درگیر پروژه، قرار بود موشکها از زباله‌های رادیواکتیو استفاده کنند. تاکتیکهای اصلی، بمب پستی و آدم‌ربایی بود. عملیات و فشار دیپلماتیک موجب خروج دانشمندان از مصر تا انتهای ۱۹۶۳ شد.
موساد یک واحد عملیاتی کوچک به رهبری اسحاق شامیر را مسؤول اجرای این کار کرد. رئیس‌جمهور وقت مصر، جمال عبدالناصر علاقه و اعتمادی به موشک‌های اتحاد جماهیر شوروی سوسیالیستی نداشت چرا که در آن مقطع، مغایر با تعهدات جنگ سرد در مصر بود؛ بنابراین، یک برنامه موشکی بومی، ایدهٔ مناسبی می‌توانست باشد که اجازه می‌داد تا این کشور به تسلیحاتی دست یابد که با فناوری اسرائیل (دشمن وقت مصر) مطابقت داشته باشد. در آن زمان تکنولوژی موشک در خاورمیانه پیشرفت چندانی نداشت و همین موضوع، دستاویز مصر برای تهیه مواد ملزوم و جذب متخصص از کشورهای اروپایی بود. حسن سید کمیل، یک دلال اسلحه با تابعیت مصری-سوئیسی، مرسولاتی تسلیحاتی را از طریق آلمان غربی و سوئیس در اختیار مصر قرار داد. این موضع برخلاف قوانین رسمی دو کشور بود که ارسال چنین تجهیزاتی را به کشورهای خاورمیانه منع نموده بودند.
بسیاری از دانشمندان آلمان غربی در گذشته و در خلال جنگ جهانی دوم در پنمونده، درگیر پروژهٔ گسترش موشک‌های وی-۲ نازی‌ها بودند و برخی دیگر نیز، به استخدام برنامه‌های موشکی فرانسهٔ پسا جنگ جهانی دوم درآمده بودند.